# District historique d'E. Martin Hennings House and Studio
Le district historique d'E. Martin Hennings House and Studio, ou E. Martin Hennings House and Studio Historic District en anglais, est un district historique américain à Taos, dans le comté de Taos, au Nouveau-Mexique. Construit dans une architecture qui mélange le style Pueblo Revival et le style Mission Revival, il est inscrit au Registre national des lieux historiques depuis le 5 juillet 1990.